# Enny Haryono
Enny Haryono (nacida en Kediri, el 10 de noviembre de 1954), cuyo nombre verdadero es Ennie Hartat. Es una cantante indonesia y productora de películas en la década de los años 1970 y 1980. Era conocida como lafigura agradable por sus espectadores.

## Discografía
Lagu berbahasa Jawa - Enny Haryono duet dengan Firman
- 1 + 1 = 2
- Getuk Lindri
- Sak Piring Wong Loro
- Reok Ponogoro
- Jaman Edan
- Orek Orek
- Tukiyem
- Gending Pitutur
- Memble
- Bu Lurah, Pak Lurah
- Ketiban Palu

## Filmografía
- Tiga Cewek Badung (1975)
- Tiga Cewek Indian (1976)
- Kampus Biru (1976)
- Ateng The Godfather (1976)
- Sisa Feodal (1977)
- Gara-Gara Janda Kaya (1977)
- Primitif (1978)
- M-5 (1978)
- Tuyul Eee Ketemu Lagi (1979)
- Oke Boss (1981)
- IQ Jongkok (1981)
- Apa Ini Apa Itu (1981)
- Perhitungan Terakhir (1982)
- Enak Benar Jadi Jutawan (1982)
- Boleh Rujuk Asal... (1986)